# 林正亨
林正亨（1915年—1950年），臺灣霧峰林家第八代，1939年畢業於南京中華民國陸軍軍官學校，1944年加入緬甸中國遠征軍，戰時身中16處刀傷，險些喪命。抗戰勝利後受妹妹介紹參加中國勞動協會並加入中國共產黨，1946年返台進行地下工作，1949年組織遭破獲，1950年1月30日槍決於台北市馬場町刑場。林正亨與傅世明為首位依懲治叛亂條例二條一判死刑槍決的台籍人士。

## 生平

### 台灣世家

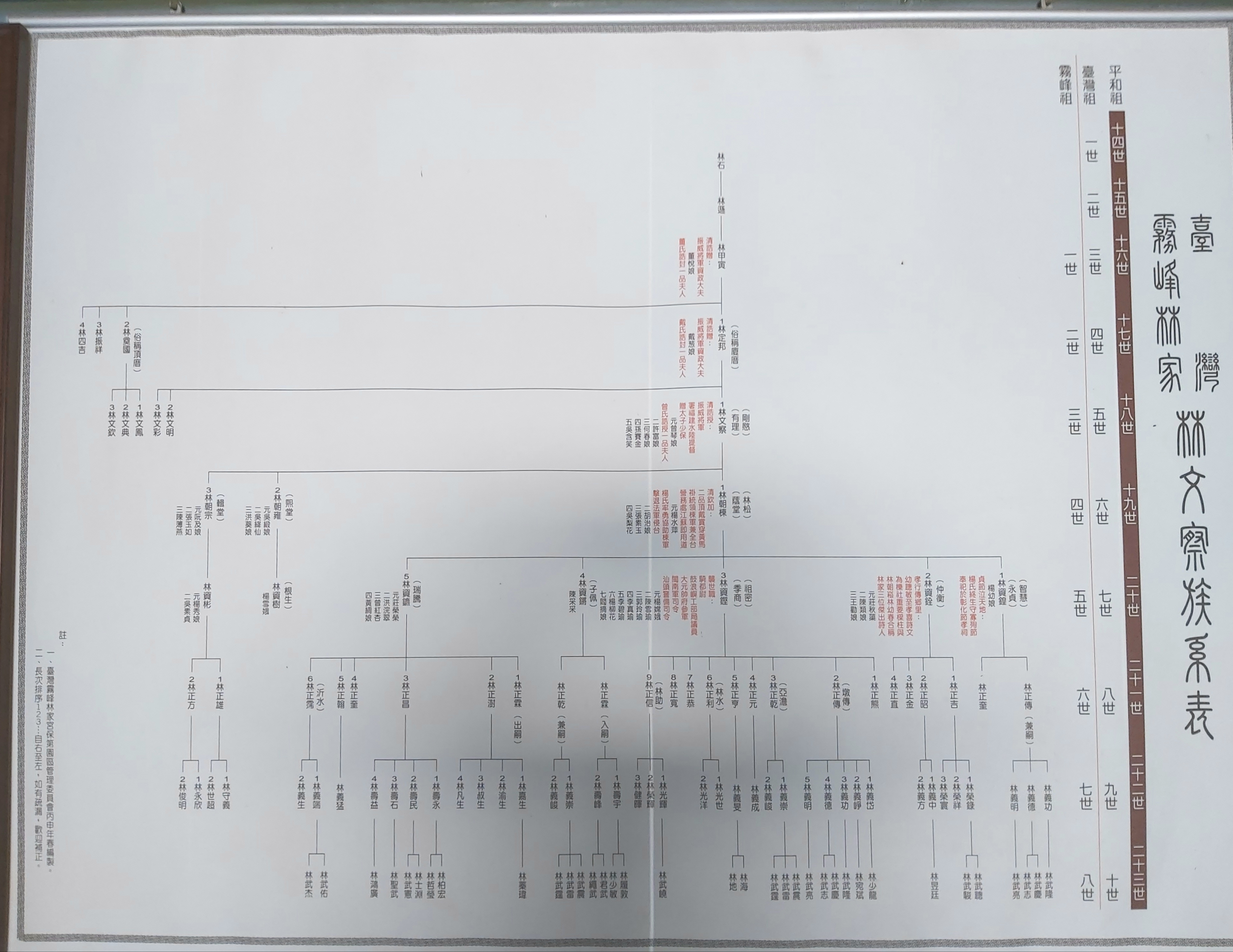
霧峰林宅「宮保第」正廳陳列的「臺灣霧峰林家」林文察族系表

林正亨，1915年8月30日生於廈門道思明縣鼓浪嶼，台灣霧峰林家第八代，其父林祖密曾資助辛亥革命以及國民革命軍東征。由於承襲其家族抗日志業，1913年舉家遷徙至福建廈門鼓浪嶼「宮保第」，蔡公時曾在此舉辦婚禮，1919年失意的青年軍官蔣中正也曾與姚冶誠、蔣緯國短暫居住於此，林正亨幼時在福州讀書，曾就讀廈門美術專科學校，1934年返台因遭日警掌摑憤而決定回中國從軍。1937年考入南京陸軍軍官學校。1939年畢業為陸軍官校第15期畢業生。1940年1月參加廣西作戰，任96師參謀處少尉，參加昆侖關戰役，血戰四天四夜，1941年與妻子沈寶珠結縭。

### 加入中国共產黨
1944年7月，戰事吃緊，林正亨參加青年遠征軍，任步兵團指揮連連長。在緬中戰役中以一敵八，身中16處刀傷，被同袍從死屍堆中拖出來，被送往後方醫治一年，兩手成殘。出院後，林正亨以殘廢之驅沿途乞討從雲南硬是走到重慶找到妹妹林雙盼，由在塔斯社工作的妹妹介紹加入朱學範領導的「中國勞動協會」工作。自此思想左傾，選擇加入中國共產黨。
1946年，由於國統區禁止「中國勞動協會」活動，林正亨受朱學範指示返台進行地下工作。1946年他帶著妻兒，同時帶領20多個台灣青年回台。回台後曾任職於臺灣省行政長官公署警務處訓導營。二二八事件時，林正亨參加台中的武裝活動。起義失敗後，住進一家醫院，躲過一劫。但訓導營的工作因“過假不歸”而被免職。

### 槍決與身後
1949年8月18日，皮革器具生產合作社理事傅世明也是其組織成員遭到逮捕，林正亨被傅世明供出，在台北市泉州街家中遭逮捕。同時被捕的20多人，由於林正亨是霧峰林家人其父為黨國元老，由時任行政院長的陳誠親自審訊，陳誠要求林正亨悔過以減輕罪刑。因1949年5月《懲治叛亂條例》於立院三讀通過後，成為叛亂罪的法源依據，林正亨拒絕在悔過書上簽字，遭判處死刑。
1950年1月30日，林正亨與傅世明被槍決於台北市馬場町刑場，赴刑場時高呼口號，年僅35歲，是懲治叛亂條例實施後第二批遭處決政治犯，第一位涉犯懲治叛亂條例遭槍決的台灣人。遺骨由妻子收於台中寶覺禪寺，2015年5月20日移靈至六張犁納骨塔。
1983年中華人民共和國頒發《革命烈士證明書》追認林正亨為革命烈士。

### 絕筆詩
他赴刑場前在牢房地板上所刻的絕筆詩，題為《明志》，這樣寫道：
乘桴泛海臨台灣，不為黃金不為名，
只覺同胞遭苦難，敢將赤手挽狂瀾。
奔逐半生勞心力，千里河山不盡看，

### 子女
林正亨被殺後，其妹林雙盼致書謝雪紅請求撫卹遺族，中共派人將林正亨妻兒從香港接到了北京，其子送進了當時的中共中央軍委保育院，生活費用全部由國家負擔。1960年，其子林為民高中成績優秀通過記者甄選，從事新聞工作達42年。林為民沒有停止過對父親的思念以及對台灣史和霧峰林家歷史的研究，掌握了大量第一手史料，成為霧峰林家一書重要參考資料。霧峰林家數代人的歷史，讓導演李崗大為感動，改編成史詩電影《阿罩霧風雲》。

### 紀念
1983年中華人民共和國政府正式追認林正亨為革命烈士。
1999年林正亨列名於綠島人權紀念碑之上，象徵遭國家迫害身亡的政治犯、思想犯的平反，由時任中華民國總統李登輝親臨主持揭碑。

### 平反
2018年12月7日，促進轉型正義委員會促轉三字第1075300145A號函文，公告受難者黃藻儒君等1505人應予平復司法不法之刑事有罪判決暨其刑，其中(38)安潔字第 406 號，有關林正亨共同意圖顛覆政府而著手實行之有罪判決暨其刑之宣告正式撤銷。